# Sophie kann’s nicht lassen
Sophie kann’s nicht lassen ist eine US-amerikanische Krimikomödie unter Regie von Ralph Murphy mit Gertrude Michael in der Titelrolle. Der Film wurde von Paramount Productions produziert und basiert auf dem Roman The Notorious Sophie Lang von Frederick Irving Anderson. Die Premiere des Films fand am 20. Juli 1934 statt. In der Bundesrepublik Deutschland wurde er am 24. März 1986 im deutschen Fernsehen ausgestrahlt. Paramount produzierte zwei Fortsetzungen, jeweils mit Gertrude Michael in der Hauptrolle. 1936 erschien The Return of Sophie Lang (dt. Um den Krügerdiamanten) und 1937 Sophie Lang Goes West.

## Handlung
Nach fünf Jahren Abwesenheit kehrt Sophie Lang in die USA zurück, um ihren Ruf als beste Juwelendiebin zu verteidigen. Inspector Stone von der Kriminalpolizei macht sich auf die Jagd nach ihr und ihrem Rivalen Max Bernard, der derzeit das Pseudonym Sir Nigel Crane verwendet. Stone hat Sophie nie gesehen, obwohl sie oft nur zwei Schritte von ihm entfernt ist und jede seiner Bewegungen kennt, weil sie seine Wohnung von der Nachbarwohnung aus verwanzt hat. Stone setzt Detektiv Stubbs auf Bernards Spur, in der Hoffnung, dass er sie zu Sophie führt. In der Zwischenzeit hat Sophie ein persönliches Interesse an Bernard entwickelt und arrangiert ein Treffen mit ihm, indem sie ihre Komplizin, Tante Nellie, eine Dame der Gesellschaft und sie ihre Nichte spielen lässt. Der Trick funktioniert und Sophie und Bernard sind voneinander verzaubert. Vor ihrer nächsten Verabredung versuchen sie jedoch beide, beim Juwelier Telfen eine berühmte Perlenkette zu stehlen.
Stone versucht, ihnen eine Falle zu stellen, indem er eine versteckte Kamera verwendet und die echten Perlen durch falsche ersetzt. Sophie vereitelt den Plan, indem sie sich als russische Gräfin ausgibt, dadurch dem Auge der Kamera entgeht und die echten Perlen stiehlt. Bernard kommt erst nach dem Diebstahl bei Telfen an. Bei ihrem Treffen erkennen die Diebe einander als die, die sie wirklich sind, behalten aber ihre Decknamen bei. Bernard stiehlt hinterhältig die Perlen von Sophies Hals, während er sie küsst, wird aber von Stone in seiner Wohnung erwischt und verhaftet. Sophie gibt vor, schockiert zu sein und stiehlt unter dem Vorwand, sich Stone anzuvertrauen, die Perlen zurück. Sie lässt sie in ihr Goldfischglas fallen. Als Stone erkennt, dass er hereingelegt wurde, kommt es zu einer Verfolgungsjagd durch das Hotel. Auch Bernard entkommt. Nachdem er einen russischen Offizier gefesselt hat, zieht er dessen Uniform an und stiehlt seine Limousine. Nellie bekommt die Perlen, aber das Goldfischglas bleibt an ihrer Hand hängen. Als Sophie zu Bernard in die Limousine steigen will, zerschmettert Nellie die Schüssel auf Stubbs’ Kopf, womit die Perlen in den Händen des Detektivs landen. Sophie und Bernard segeln nach England, doch als Stubbs in Sophies Hotelzimmer versteckten Schmuck findet, alarmiert Stone Scotland Yard über die Ankunft der beiden Diebe.

## Entstehung
Gedreht wurde der Film ab dem 9. Mai 1934 in den Paramount-Studios in Hollywood. Hans Dreier und Robert Odell oblag die künstlerische Leitung. Travis Banton war für das Kostümbild zuständig. Lionel Lindon arbeitete als Kameraführer.
Laut Copyright-Aufzeichnungen geschah die Szene bei der Verfolgungsjagd, in der Gertrude Michael durch eine Glasscheibe fällt, versehentlich. Da Michael unverletzt blieb, entschied Ralph Murphy die Szene im Film zu belassen.

## Kritiken
Andre Sennwald nannte den Film in der The New York Times eine witzige und ausgelassene Unterhaltung. Mit unbeschwerter Fröhlichkeit von einer hervorragenden Besetzung aufgeführt, ziehe er keine langen Gesichter über den Verbleib der Beute und arrangiere seine hektischen Treffen zwischen der Polizei und den fliehenden Gesetzesbrechern mit der gebotenen Ungezwungenheit. Bayard Veiller sei als Produzent und Ralph Murphy als Regisseur dabei, was einerseits den Einfallsreichtum der Gauner und andererseits ihren Sinn für Humor erkläre.

„Der erste Film einer kleinen Reihe um die geschickte Diebin Sophie Lang, die dem Gesetz immer wieder ein Schnippchen schlägt; sie wurde in den Kinos trotz inszenatorischem Tempo und einigen unterhaltsamen Gags kein großer Erfolg.“